# Gösta Siljeholm
Gösta Erik Victor Siljeholm, född 30 mars 1906 i Härnösand, död 14 oktober 1970 i Bromma församling, Stockholm, var en svensk fysiker. 
Siljeholm, som var son till postmästare Carl-Gustaf Siljeholm och Victoria Palin, avlade studentexamen i Kristianstad 1925 och disputerade för filosofie doktorsgraden i Berlin 1931. Han var assistent i fysik vid Berlins universitet 1929–1931, anställd vid Metallografiska institutet 1931–1933, blev föreståndare för Lumalampan AB:s radiolaboratorium 1933, var chef för fabrikens samtliga vetenskaplig-tekniska laboratorier 1938–1962 och teknisk konsult i direktionen från 1963. Han var även docent i elektronik vid Kungliga Tekniska högskolan 1947–1965 och i elektronfysik från 1965. Han författade skrifter i elektronfysik, radioteknik, belysningsteknik och elektronik. Siljeholm är begravd på Bromma kyrkogård.